# Дубынино (Иркутская область)
Дубы́нино — село в Братском районе Иркутской области России. Входит в состав Кобляковского сельского поселения.

## География
Находится на левом берегу реки Ангары, примерно в 30 км к северу от районного центра, города Братска, на высоте 315 метров над уровнем моря.

## Население
| 2002 | 2010 | 2011 | 2012 |
| ---- | ---- | ---- | ---- |
| 338  | ↘258 | ↘257 | ↗259 |

Гендерный состав
По данным Всероссийской переписи, в 2010 году численность населения села составляла 258 человек (132 мужчины и 126 женщин).

## Улицы
Уличная сеть села состоит из 8 улиц.